# Joachim von der Marwitz
Joachim von der Marwitz (* 7. Dezember 1603 in Stennewitz (heute Stanowice, Gmina Bogdaniec, Woiwodschaft Lebus); † 11. Mai 1662 in Driesen (?)) war ein Hofbeamter und Soldat. Er war Erbherr auf Stennewitz, Diedersdorf und Pyrehne im Landkreis Landsberg (Warthe).

## Leben
Joachim von der Marwitz ist der Sohn von Hans von der Marwitz und dessen Ehefrau Anna von der Goltz.
Im Wintersemester 1611/1612 immatrikulierte er sich an der Universität Viadrina in Frankfurt (Oder). 
Er trat danach zunächst eine Stelle in Halle am Hof von Markgraf Christian Wilhelm von Brandenburg and und ließ sich kurze Zeit später für das kurbrandenburgische Heer anwerben. 1626 wurde er als Kornett bei Königslutter seiner Tapferkeit wegen ausgezeichnet.
1631 wurde er in ein Regiment unter dem Befehl von Konrad von Burgsdorff als Capitainleutnant aufgenommen. Weitere Stationen seiner Karriere waren Obristwachtmeister (1633) und General-Adjutant bei der Kavallerie (1637). Im Leibgarde-Regiment von Georg Ehrenreich von Burgsdorff avancierte er 1644 zum Obristleutnant.
Etwa 1648 erreichte Joachim von der Marwitz den Höhepunkt seiner militärischen Karriere mit der Ernennung zum Kommandanten von Driesen. Als solcher wurde er auch zum kurbrandenburgischen Amtshauptmann berufen.
Am 27. März 1648 wurde Marwitz zusammen mit Joachim Sigismund von Loeben, Otto von Grote und Georg de Hertoghe durch Fürst Ludwig I. von Anhalt-Köthen in die Fruchtbringende Gesellschaft aufgenommen. Der Fürst verlieh Marwitz den Gesellschaftsnamen der Erweisende und das Motto dem Keuschen Hülfe. Als Emblem wurde ihm die Drachenwurz (Dracunculus vulgaris Schott.) zugedacht. Im Köthener Gesellschaftsbuch findet sich der Marwitz'sche Eintrag unter der Nr. 501. Hier ist auch das Reimgesetz vermerkt, mit dem sich Marwitz für die Aufnahme bedankt:
Die Drachenwurtz der brust in keuchen hülf’ erweißt.
Wan sie gebraten erst in asche drauf Zerstoßen,
Und zur Latwerge wird. Um dieser ursach’ heißt
Man mich Erweisend’ hier: Es sollen Landsgenossen
Einander hülfe thun: Wer armen gerne speßt,
Erweist sich sonsten auch gutthätig der kriegt großen
Und reichen gnadenlohn: Die fucht nicht außen bleibt,
Weil ihn des Nechsten lieb’ im glauben darzu treibt.
Im Alter von 59 Jahren starb Joachim von der Marwitz am 11. Mai 1662 wahrscheinlich in Driesen.

## Familie
- Bruder Georg von der Marwitz auf Dölzig († 1679)
- 1628 heiratete Joachim von der Marwitz Maria von Redern. Ihr Neffe war der Generalmajor Friedrich Wilhelm von der Marwitz. Nach ihrem Tod 1648 heiratete er 1651 Barbara von Schönebeck.